# Matador (film)
Matador är en amerikansk film från 2005 av i regi av Richard Shepard med Pierce Brosnan och Greg Kinnear m.fl.

## Handling
En deppig affärsman och en ständigt resande torped träffas på en hotellbar i Mexiko och mot alla odds blir de omaka herrarna vänner. Men att vara vän med en torped kan medföra diverse komplikationer i en proper affärsmans lugna familjeliv. Ödet och livet får dem att ändra sina liv och utföra handlingar de trodde låg utanför deras natur...

## Skådespelare (i urval)
- Pierce Brosnan - Julian Noble
- Greg Kinnear - Danny Wright
- Hope Davis - Carolyn "Bean" Wright
- Philip Baker Hall - Mr. Randy
- Dylan Baker - Lovell
- Adam Scott - Phil Garrison